# 朱熙
朱熙（1879年—？），字琛甫，湖南汉寿人，中华民国军事将领。其子为中华民国空军少将、航空工程师朱家仁（中国直升机之父）。

## 生平
朱熙毕业于日本陆军士官学校。归国后，在江苏第二十三混成协第四十五标任教练官，后逐步升职。1911年辛亥革命爆发，朱熙参加革命。中华民国成立后，1913年9月3日署江苏陆军第二师师长。二次革命投入北洋系，仍任原职。1915年袁世凯称帝时，朱熙获封三等男爵。1916年7月13日，兼任苏常镇守使。1923年11月14日，获授将军府缉威将军。后来，朱熙署理江宁镇守使，1925年6月22日真除。1926年，兼任江苏军务帮办。
1929年2月9日，朱熙任安徽省政府委员。同年5月18日，改任山东省政府委员，同年8月12日兼任山东省民政厅厅长。1930年9月9日，安徽省政府改组，朱熙出任安徽省政府委员、民政厅厅长。10月7日，朱熙暂代安徽省政府主席（时任主席为陈调元）。1931年9月19日，朱熙被免去安徽省民政厅厅长职务。1932年4月5日，被免去安徽省政府委员职务。
1934年8月，朱熙到任福建省第五区行政督察专员。1936年6月9日，继续派任福建省第五区行政督察专员。民国25年（1936年），行署专员兼漳浦县县长朱熙再修《漳浦县志》。1939年3月22日，朱熙被免职。